# Tudor Vladimirescu (Brăila)
Tudor Vladimirescu è un comune della Romania di 2 124 abitanti, ubicato nel distretto di Brăila, nella regione storica della Muntenia.
Il comune è formato dall'unione di 3 villaggi: Comăneasca, Scorțaru Vechi, Tudor Vladimirescu.